# Temple protestant de Neuilly-sur-Seine
Le temple protestant de Neuilly est un lieu de culte protestant réformé, situé 18 boulevard d'Inkermann à Neuilly-sur-Seine dans le département des Hauts-de-Seine (Île-de-France). La paroisse est membre de l'Église protestante unie de France.

## Historique
Le temple est construit en 1866, grâce à la générosité de Jules Chartier, afin d'accueillir la centaine de familles protestantes qui habitent Neuilly sous le Second Empire. Il est inauguré le 2 juin 1867. Lors de la guerre de 1870 puis la Commune de Paris l'année suivante, il est dégradé et les Parisiens fédérés y installent une écurie. Une barricade est établie boulevard d'Inkermann à la hauteur du temple. Celui-ci est en partie détruit. Grâce à la mobilisation du pasteur Théophile Rives et à l'aide de Sir Richard Wallace, le temple reprend ses activités le 11 novembre 1872.
En 1903, l'Église réformée de Neuilly devient propriétaire du site, après en avoir été locataire. Des travaux ont lieu : dès l'année suivante, l'électricité est installée et une salle annexe est construite en 1907, le long de la rue Perronet.
La première troupe d'éclaireurs de Neuilly voit le jour le 18 novembre 1912. La communauté protestante de Neuilly souffre des deux grands conflits du XXe siècle. Les noms de ceux qui ne revinrent pas sont apposés sur deux plaques commémoratives dans une salle annexe.
En 1966, en vue du centenaire du bâtiment, celui-ci est entièrement rénové : les tribunes sont munies de gradins, prenant la forme qu'on connaît de nos jours. En 2009, une nouvelle rénovation du temple n’a pas touché à la tribune, mais a restitué les piliers de soutien en fonte de la tribune dans leur état d’origine. Ceux-ci avaient été cachés par un habillage en bois en 1966. Il fête son 150e anniversaire en 2014, après une importante rénovation intérieure et extérieure.

## Architecture
L'architecture est de style néo-classique. Sa façade principale est à pignon. Elle est percée d'un portail encadré de colonnettes portant un tympan en arc brisé et comporte une élégante rosace ornée de vitraux. Elle est surmontée d'un clocher-mur. Les bas-côtés sont percés de deux baies superposées, en plein cintre.
La bâtiment est un bien recensé dans l'Inventaire général du patrimoine culturel français.

## Orgues
L'orgue est offert en 1912 par le pasteur Édouard Maury. Grand amateur de musique, il était persuadé de l’importance de cet instrument dans le culte.
C'est un instrument de 8 jeux à 2 claviers et pédalier, le no 1006 de ceux construits par la maison Cavaillé-Coll, fondée en 1833 par Aristide Cavaillé-Coll. Ayant acquis une renommée mondiale au cours du XIXe siècle, cette maison continua son activité avec Charles Mutin, ce qui explique le nom Cavaillé-Coll qui figure sur le cartouche au-dessus des claviers de l'orgue du temple de Neuilly.
Une première restauration est réalisée par le facteur d'orgues Adrien Maciet en 1965. Il a été de nouveau restauré par Dominique Leboucher en 2017.

### Organistes
Les organistes au temple de Neuilly depuis les années 1890 : Mlle Duchemin (à l’harmonium, jusqu’en 1910), Gabrielle Heinemann (1910-1954), Simone Kopp (1954-1970), Jacques Sandoz (depuis 1967), Solange Chiapparin (1970-1975), Roberte Mook (1974-1982), Joël Eisenegger (1977-2010), Luc Barbéry (1996-2006), Michel Raquillet (1973-75), Claude Richard-Mollard (1974-1975), Cécile Durand (1972-1995), Roger Hateau (1996-2000), Philippe Deschâtre (2003-2004), Chung A-Hong (2005-2007), Michel Klotchkoff (2007-2023), Marie-Luise Herschtel (2010-2022), Simon Adda-Reyss (depuis 2017).

## Galerie

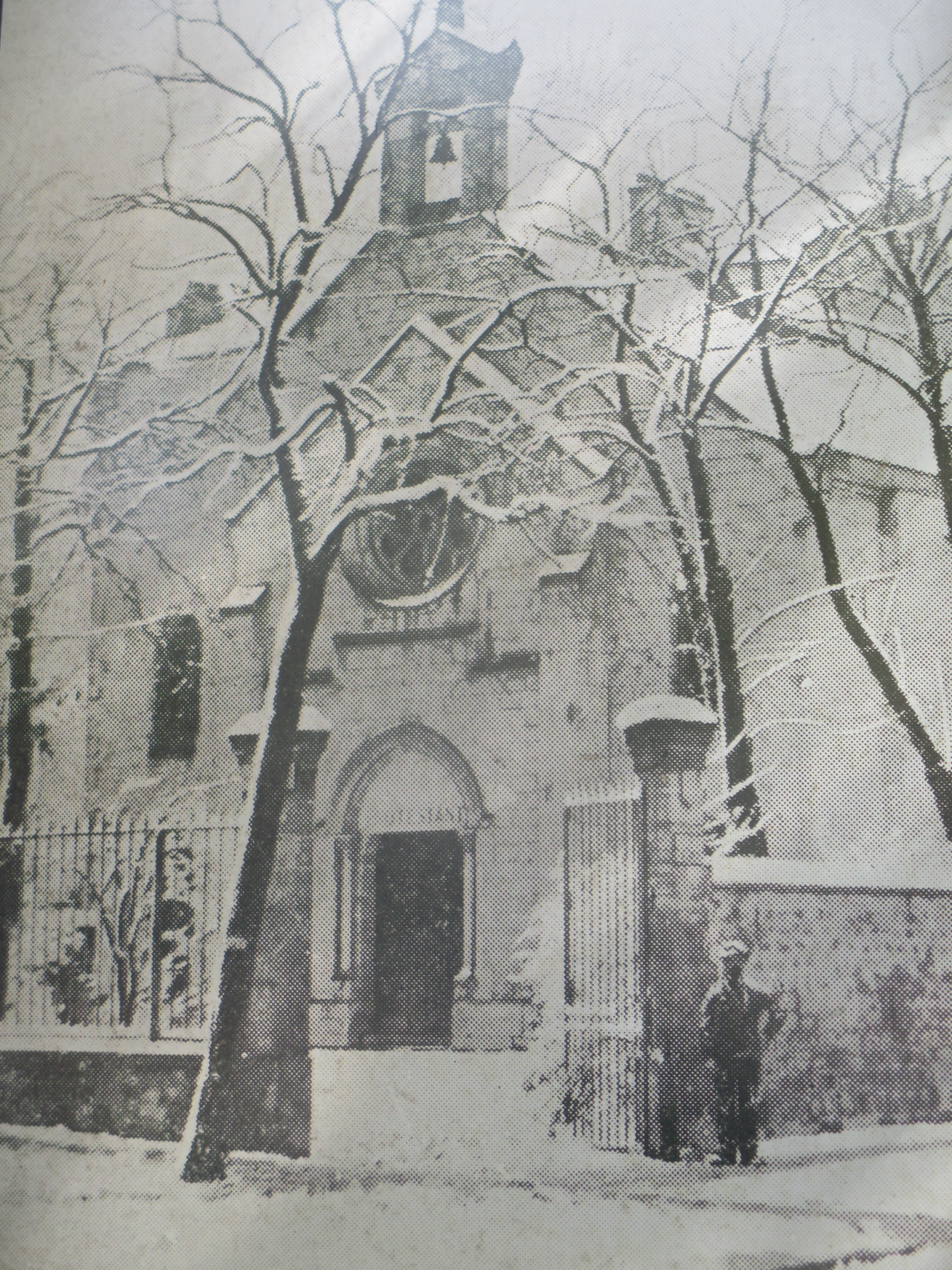
Le temple sous la neige.
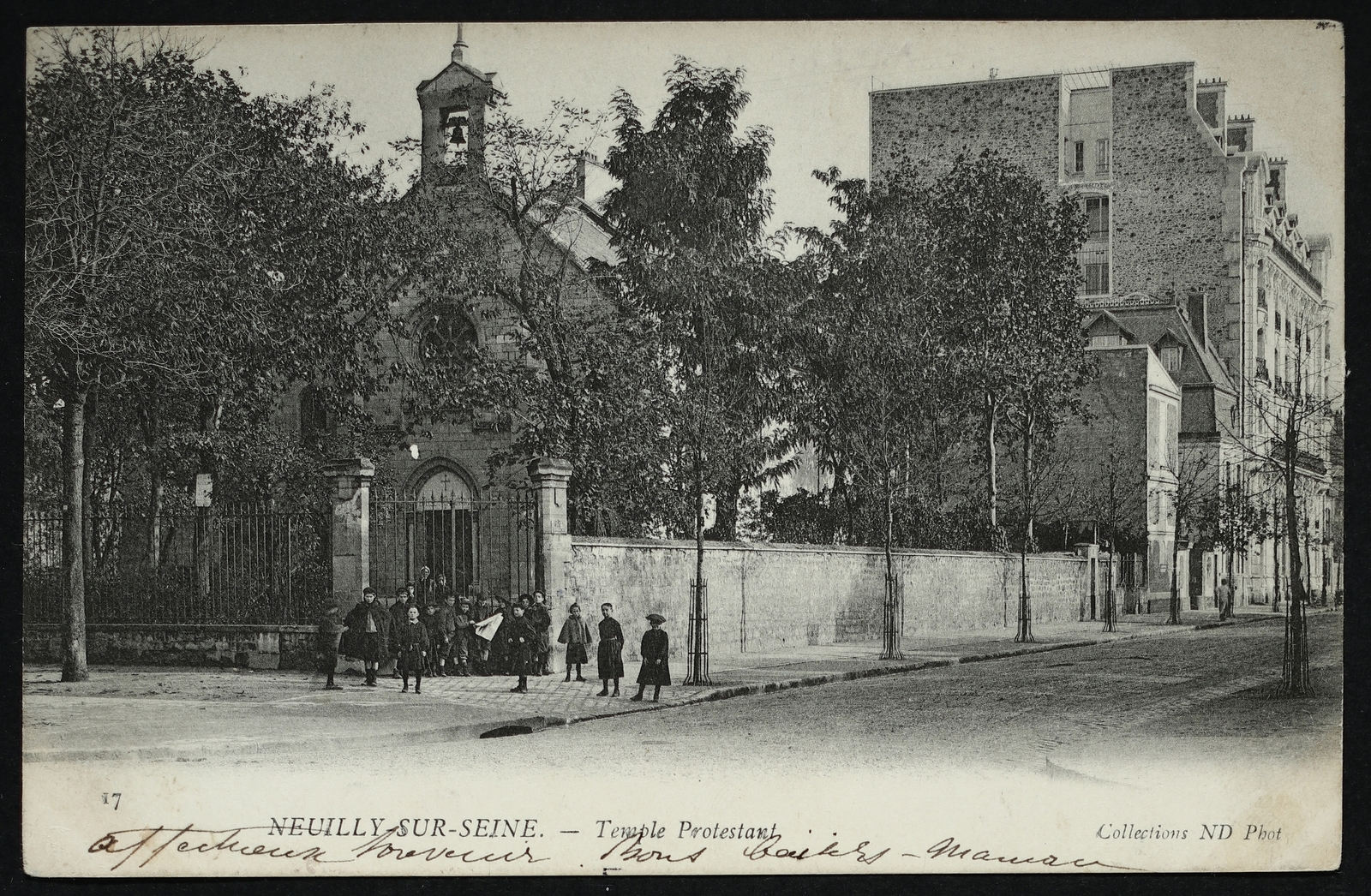
Le temple en 1900.
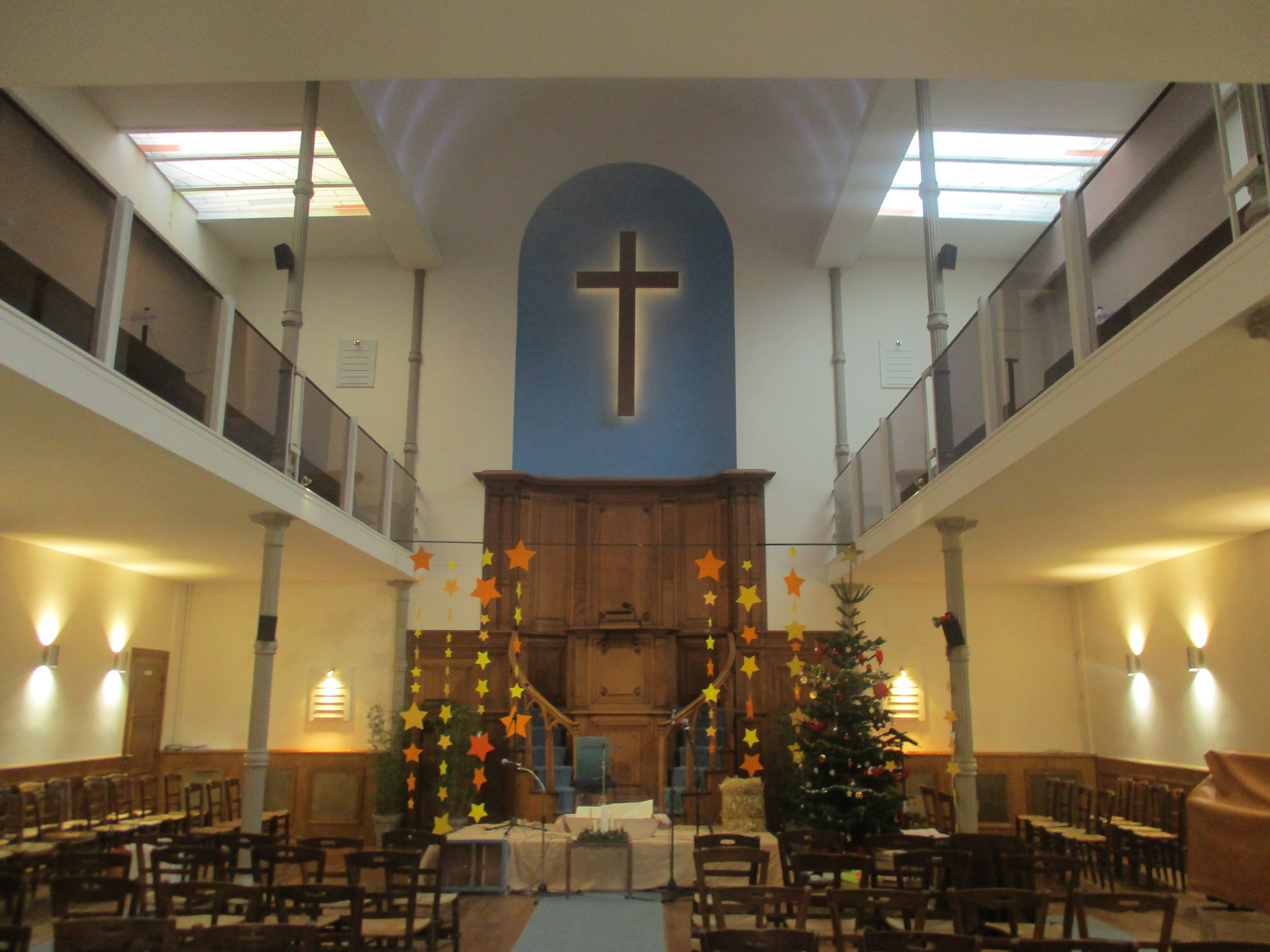
Intérieur de nos jours.

## Gouvernance
L'Église reformée de Neuilly est gouvernée selon le régime presbytérien synodal, à travers une association cultuelle à loi de 1905. Son assemblée générale élit tous les quatre ans ses membres, qui composent son Conseil presbytéral. Le pasteur en est membre de droit. Depuis le 1er juillet 2025, la pasteure Romy Legrand en assure le ministère pastoral.
Le Conseil presbytéral de l'Église reformée de Neuilly prend toutes les décisions concernant la vie spirituelle, diaconale et administrative de la paroisse : nomination des pasteurs, déroulement des cultes, organisation de la catéchèse, finance, travaux et gestion du patrimoine immobilier.
Une association loi de 1901 regroupe plus particulièrement les activités d'entraide dont l'alphabétisation.

### Pasteurs

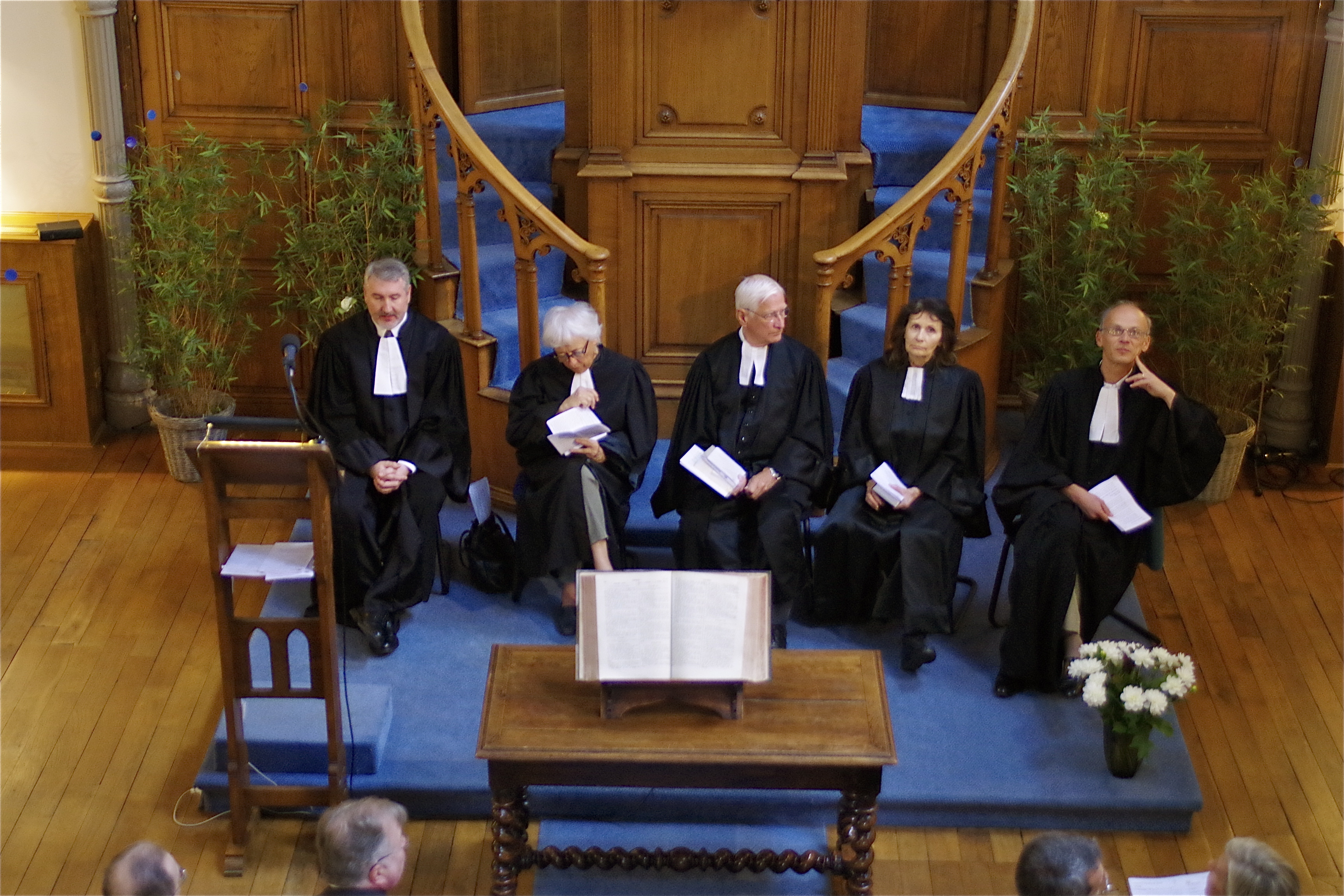
Les pasteurs Gaudelet, Veillé, Jeannin, Kieffer et Nême-Peyron au culte des 150 ans du temple de Neuilly.

| 1865-1891   | Théophile Rives         |
| 1867-1874   | Henri Blanc             |
| 1874-1887   | Pasteur Paul            |
| 1887-1891   | Pasteur Blanzet         |
| 1891-1891   | Pasteur Gary            |
| 1891-1909   | Adolphe Duchemin        |
| 1901-1931   | Charles Merle d’Aubigné |
| 1931-1947   | Paul Ebersolt           |
| 1947-1963   | Jean Gastambide         |
| 1959-1963   | Émile Fuchs             |
| 1963-1974   | Paul Chazel (d)         |
| 1963-1970   | André Lévi Alvares      |
| 1970-1974   | Jean-Marc Saint         |
| 1974-1975   | Éric Barde              |
| 1975-1976   | Monique Veillé          |
| 1976-1987   | André Pierredon         |
| 1987-1988   | Catherine Jeannin       |
| 1988-1999   | Jean-Marc Kieffer       |
| 2000-2011   | Vincent Nême-Peyron     |
| 2011-2023   | Bruno Gaudelet (d)      |
| 2024-2025   | Karine Michel           |
| Depuis 2025 | Romy Legrand            |

### Président du Conseil presbytéral
| 1975-1979   | Norbert Monod         |
| 1979-1985   | Jean-Claude Parriaud  |
| 1985-1996   | Claude Leroi          |
| 1996-2000   | Jean-Claude Degrémont |
| 2000-2006   | Hubert de Cazenove    |
| 2006-2012   | Denise Cousty         |
| 2012-2020   | Philippe Pelé-Clamour |
| 2020-2021   | Jean-François Pouget  |
| 2021-2024   | Valérie Schoen        |
| Depuis 2024 | Nicolas Quiviger      |